# PalAlberti
Il PalAlberti è un palazzetto dello sport di Barcellona Pozzo di Gotto, dove gioca il Basket Barcellona militante nel campionato di Serie B Interregionale.

## Intitolazione
È dedicato a Nino Alberti (1940-1991), maestro dello Sport, che fu vicepresidente vicario del C.N.S.F..

## Struttura
È un impianto coperto di recente realizzazione (1997), sito in contrada Zigari, che contiene 2.510 posti a sedere, riservato alla pallacanestro, oggi la Sigma Barcellona, squadra di pallacanestro della città che milita nella LegaDue (ex A2), ma che in passato ospitava anche gare di pallamano e di calcio a 5.
Nel giugno 2011 è stata affidata alla ditta "Salvatore Catalano" la realizzazione delle tribunette da 375 posti complessivi, direttore dei lavori l'ingegnere Orazio Mazzeo, por portare così la capienza complessiva a 2.900 persone.
Il 19 febbraio 2015 la capienza è stata portata a 3.516